# NGC 237
NGC 237 è una galassia a spirale intermedia situata nella costellazione della Balena a una distanza di circa 184 milioni di anni luce dal sistema solare.

## Descrizione
La galassia ha una classe di luminosità III-IV e presenta una larga riga a 21 cm dell'idrogeno neutro.
Viene anche classificata come una galassia attiva di tipo Seyfert e come regione nucleare a linee di emissione a bassa ionizzazione (nella letteratura in lingua inglese abbreviata in LINER, acronimo di Low-Ionization Nuclear Emission-line Region), cioè una galassia il cui nucleo presenta uno spettro di emissione caratterizzato da righe originate da atomi debolmente ionizzati.

## Scoperta
NGC 237 è stata scoperta il 27 settembre 1867 dall'astronomo statunitense Truman Safford.

## Gruppo di NGC 192
NGC 237 fa parte del Gruppo di NGC 192, un raggruppamento che contiene almeno altre 5 galassie: NGC 173, NGC 192, NGC 196, NGC 197 e NGC 201.
Quattro delle galassie di questo gruppo (NGC 192, NGC 196, NGC 197 e NGC 201) sono incluse anche nella raccolta Hickson Compact Group (HGC), dove sono registrate con il numero HCG 7.